# Вуэ (Приморская Шаранта)
Вуэ́ (фр. Vouhé) — коммуна во Франции, находится в регионе Пуату — Шаранта. Департамент коммуны — Приморская Шаранта. Входит в состав кантона Сюржер. Округ коммуны — Рошфор.
Код INSEE коммуны — 17482.

## Население
Население коммуны на 2010 год составляло 649 человек.
| 1962 | 1968 | 1975 | 1982 | 1990 | 1999 | 2010 |
| ---- | ---- | ---- | ---- | ---- | ---- | ---- |
| 391  | 387  | 364  | 404  | 404  | 395  | 649  |